# 47
| [ Edytuj tabelę ] |                       |
| Król Armenii      | - 42 Mitrydates 51    |
| Cesarz Chin       | - 25 Guangwudi 57     |
| Władca Korei      | - 44 Minjung 48       |
| Król Nabatei      | - 40 Malichus II 70   |
| Papież            | - 33 Piotr Apostoł 67 |
| Król Partów       | - 40 Gotarzes II 51   |
| Cesarz Rzymu      | - 41 Klaudiusz 54     |

Rok 47 / XLVII
stulecia: I wiek p.n.e. ~
I wiek ~
II wiek

lata: 37 «
42 «
43 «
44 «
45 «
46 «
47
» 48
» 49
» 50
» 51
» 52
» 57

## Wydarzenia
- Azja
  - Herod z Chalkis odwołał z urzędu arcykapłana Józefa syna Kamei i mianował na jego miejsce Ananiasza.
- Europa
  - rzymski wódz Gnejusz Domicjusz Korbulo podbił Fryzów i wyznaczył im obszar osadniczy nad Renem
  - bitwa na równinie The Fens
  - cenzura Klaudiusza
  - Ludi saeculares w Rzymie

## Zmarli
- Waleriusz Azjatyk, rzymski polityk